# Alfred Burke
Alfred Burke (Peckham, 28 febbraio 1918 – Barnes, 16 febbraio 2011) è stato un attore britannico.

## Biografia
Alfred Burke nacque a Londra nel 1918, figlio di Sarah Ann O'Leary e William Burke. Da giovane fu educato alla Leo Street Boys' School e alla Walworth Central School, prima di cominciare a lavorare all'età di quattordici anni. Mentre lavorava come commesso e cameriere, Burke si unì a una compagnia filodrammatica e decise di perseguire la sua passione per la recitazione al Morley College, dove ottenne una borsa di studio per la Royal Academy of Dramatic Art nel 1937. Due anni più tardi fece il suo debutto sulle scene al Barn Theatre di Shere, ma la sua carriera fu temporaneamente interrotta dallo scoppio della seconda guerra mondiale, in cui Burke non combatté, essendosi registrato come obiettore di coscienza.
La sua reputazione come attore si consolidò a partire dalla fine degli anni quaranta, quando recitò regolarmente al Young Vic e all'Old Vic di Londra, prima di fare il suo esordio sulle scene del West End nel 1950 e trascorrere tre anni con la compagnia teatrale del Birmingham Repertory Theatre di Birmingham. Il successo arrivò negli anni sessanta, quando fu scelto per interpretare il detective Frank Marker nella serie TV Investigatore offresi, in cui recitò per quasi novanta episodi fino al 1975. Parallelamente all'attività televisiva, Burke proseguì con la sua attività sulle scene, recitando con la Royal Shakespeare Company di classici rinascimentali e moderni come Riccardo II, Romeo e Giulietta, La tempesta, Misura per misura, Troilo e Cressida, Tutto è bene quel che finisce bene, Antonio e Cleopatra e Peer Gynt. Attivo anche in campo cinematografico, Burke è apparso in oltre quaranta film e viene ricordato soprattutto per il suo ruolo del preside di Hogwarts Armando Dippet in Harry Potter e la camera dei segreti (2002), in quella che si rivelò essere la sua ultima apparizione sul grande schermo. L'addio alle scene avvenne sei anni più tardi, quando interpretò il pastore nell'Edipo Re al National Theatre.
Alfred Burke era sposato con Barbara Bonelle, da cui ebbe le due coppie di gemelli composte da Jacob ed Harriet e da Kelly e Louisa.

## Filmografia parziale

### Cinema
- Preferisco la vacca (The Kid from Brooklyn), regia di Norman Z. McLeod (1946)
- Fuoco sullo Yangtse (Yangtse Incident: The Story of H.M.S. Amethyst), regia di Michael Anderson (1957)
- Vittoria amara (Bitter Victory), regia di Nicholas Ray (1957)
- International Police (Interpol), regia di John Gilling (1957)
- Non c'è tempo per morire (No Time to Die), regia di Terence Young (1958)
- Tre minuti di tempo (The Man Upstairs), regia di Don Chaffey (1958)
- Amsterdam operazione diamanti (Operation Amsterdam), regia di Michael McCarthy (1959)
- La tortura del silenzio (The Angry Silence), regia di Guy Green (1960)
- Il garofano verde (The Trials of Oscar Wilde), regia di Ken Hughes (1960)
- Julie, perché non vuoi? (Crooks Anonymous), regia di Ken Annakin (1962)
- Norman astuto poliziotto (On the Beat), regia di Robert Asher (1962)
- La stirpe dei dannati (Children of the Damned), regia di Anton Leader (1963)
- Nanny, la governante (The Nanny), regia di Seth Holt (1965)
- Madra... il terrore di Londra (The Night Caller), regia di a John Gilling (1965)
- Una giornata di Ivan Denisovič (One Day in the Life of Ivan Denisovich), regia di Caspar Wrede (1970)
- Harry Potter e la camera dei segreti (Harry Potter and the Chamber of Secrets), regia di Chris Columbus (2002)

### Televisione
- Colonnello March (Colonel March of Scotland Yard) – serie TV, episodio 1x12 (1956)
- Assignment Foreign Legion – serie TV, episodi 1x13-1x17 (1956-1957)
- Robin Hood (The Adventures of Robin Hood) – serie TV, 2 episodi (1956-1958)
- Le avventure di Guglielmo Tell (The Adventures of William Tell) – serie TV, 1 episodio (1958)
- Il giallo della poltrona (Armchair Thriller) – serie TV, 6 episodi (1959-1969)
- I gialli di Edgar Wallace (The Edgar Wallace Mystery Theatre) – serie TV, 4 episodi (1961-1962)
- Agente speciale (The Avengers) – serie TV, 3 episodi (1961-1966)
- Maigret – serie TV, 1 episodio (1962)
- Missione segreta (Espionage) – serie TV, episodio 1x01 (1963)
- Il Santo (The Saint) – serie TV, 2 episodi (1963-1964)
- Il mio amico fantasma (Randall and Hopkirk (Deceased)) – serie TV, 1 episodio (1969)
- Investigatore offresi (Public Eye) – serie TV, 87 episodi (1965-1975)
- Nemico alla porta (Enemy at the Door) – serie TV, 26 episodi (1978-1980)
- Il brivido dell'imprevisto (Tales of the Unexpected) – serie TV, 1 episodio (1980)
- I Borgia (The Borgias) – serie TV, 6 episodi (1981)
- Kim, regia di John Howard Davies – film TV (1984)
- Metropolitan Police (The Bill) – serie TV, 1 episodio (1997)
- Holby City – serie TV, 1 episodio (2001)

## Teatrografia parziale
- Enrico VI, parte I, di William Shakespeare. Birmingham Repertory Theatre di Birmingham (1951) e Old Vic di Londra (1952)
- Enrico VI, parte II, di William Shakespeare. Birmingham Repertory Theatre di Birmingham (1951) e Old Vic di Londra (1952)
- Enrico VI, parte III, di William Shakespeare. Birmingham Repertory Theatre di Birmingham (1951) e Old Vic di Londra (1952)
- Un mese in campagna, di Ivan Turgenev. Birmingham Repertory Theatre di Birmingham (1952)
- L'avaro, di Molière. Birmingham Repertory Theatre di Birmingham (1953)
- Il divo Garry, di Noël Coward. Queen's Theatre di Hornchurch (1954)
- Misura per misura, di William Shakespeare. Royal Exchange Theatre di Manchester (1981)
- Il gabbiano, di Anton Čechov. Queen's Theatre e Lyric Hammersmith di Londra (1984)
- Macbeth, di William Shakespeare. Royal Shakespeare Theatre di Stratford-upon-Avon (1986), Barbican Centre di Londra (1987)
- La tempesta, di William Shakespeare. Royal Shakespeare Theatre di Stratford-upon-Avon (1988), Barbican Centre di Londra (1989)
- Il costruttore Solness, di Henrik Ibsen. Barbican Centre di Londra (1989)
- Troilo e Cressida, di William Shakespeare. Swan Theatre di Stratford-upon-Avon (1990)
- Tutto è bene quel che finisce bene, di William Shakespeare. Pit di Londra, Theatre Royal di Newcastle upon Tyne (1991)
- Come vi piace, di William Shakespeare. Royal Shakespeare Theatre di Stratford-upon-Avon (1992)
- Antonio e Cleopatra, di William Shakespeare. Royal Shakespeare Theatre di Stratford-upon-Avon e Barbican Center di Londra (1993)
- Sogno di una notte di mezza estate, di William Shakespeare. Royal Shakespeare Theatre di Stratford-upon-Avon (1993)
- Vita di Galileo, di Bertolt Brecht. Almeida Theatre di Londra (1994)
- Peer Gynt, di Henrik Ibsen. Young Vic di Londra (1995)
- Riccardo II, di William Shakespeare. The Other Place di Stratford-upon-Avon, Pit di Londra (2000)
- Romeo e Giulietta, di William Shakespeare. Royal Shakespeare Theatre di Stratford-upon-Avon, Barbican Centre di Londra (2001)
- Edipo re, di Sofocle. National Theatre di Londra (2008)

## Doppiatori italiani
- Manlio Busoni ne La stirpe dei dannati
- Sergio Fiorentini ne I Borgia
- Renato Turi in Vittoria amara